# Caso (Spagna)
Caso (in castigliano) o Casu (in asturiano) è un comune spagnolo situato nella comunità autonoma delle Asturie. Nel suo territorio, sotto il passo di Puerto de Tarna, nasce il fiume Nalón, che scorre poi nelle località di Tanes, Coballes e Campo de Caso.